# Jane Greenwood
Jane Greenwood (Liverpool, 30 aprile 1934) è una costumista britannica di teatro, televisione, cinema, opera e danza che lavora sia in Inghilterra che negli Stati Uniti. Inserita nell'American Theater Hall of Fame nel 2003, è stata nominata ventidue volte al Tony Award per i costumi, vincendolo nel 2014 (alla carriera nel teatro) e nel 2017 (come Miglior costume di un'opera teatrale per Piccole volpi).

## Biografia
Ha frequentato la Liverpool Art School e la Central School of Arts and Crafts, quindi ha iniziato a lavorare alla Oxford Playhouse, responsabile del dipartimento dei costumi. Nel 1962 ha iniziato a lavorare nel negozio di costumi Ray Diffen a New York. A New York, ha incontrato e sposato lo scenografo e produttore Ben Edwards.

## Carriera
Il lavoro di Greenwood è stato costituito dalla progettazione di oltre 100 produzioni, da The Ballad of the Sad Cafe (1963), la sua prima opera di Broadway, ad Hamlet con Richard Burton (1964), 70, Girls, 70 (1971), Romantic Comedy (1979), I Hate Hamlet (1991), The Sisters Rosensweig (1993) e Passion di Stephen Sondheim (1994).
Oltre ai suoi numerosi spettacoli a Broadway, ha disegnato costumi per molte produzioni come: Accent on Youth (2009) per il Manhattan Theatre Club, Belle Epoque (2005) per Lincoln Center Theatre e Waiting for Godot (2009) per The Roundabout Theatre Company, A Month in the Country (1994-1995), nomination all'Outer Critics Circle Award e She Loves Me (1992-1993). In Inghilterra, è stata nominata all'Olivier Award per i suoi costumi per She Loves Me (1995).
Tra i suoi lavori in televisione si possono nominare diversi spettacoli televisivi per "The American Playhouse", film per la televisione, come In the Gloaming per HBO (1997) e la miniserie Kennedy (1983).
Ha disegnato i costumi per il Metropolitan Opera House in Ariadne nel 1987 e i costumi originali per Alvin Ailey Dance Night Creature (1974).
Docente alla Yale Drama School, ha ricevuto il Theatre Development Fund Irene Sharaff Award alla carriera nel 1998 ed è stata insignita del Tony Award 2014 alla carriera nel teatro. I direttori esecutivi della Broadway League e dell'American Theatre Wing hanno detto di lei, "Ha lasciato un'impronta significativa nella storia di Broadway con la sua abilità artistica. Il suo lavoro non solo ha elevato il mestiere del design dei costumi, ma ha ispirato generazioni di designer a venire".

## Premi
- Premio Lucille Lortel per i costumi, Old Money (2001)
- Henry Hewes Design Award per i costumi, Tartuffe (1965), The Heiress (1995), Sylvia (1995), Tartuffe (2003)[9]
- Premio Lucille Lortel per i costumi, Sylvia (1996)
- American Theatre Hall of Fame (2003)[10]
- Tony Award, Lifetime Achievement in the Theatre (2014)
- Tony Award, Miglior costume di un'opera teatrale Lillian Hellman's The Little Foxes (2017)
- Henry Hewes Design Award, Ming Cho Lee Lifetime Achievement Award (2019)